# Francisco José Tigerino Dávila
Francisco José Tigerino Dávila (Departamento de Chinandega, 18 de octubre de 1963) es un sacerdote y obispo nicaragüense que se desempeña como 2° Obispo de Bluefields.

## Biografía

### Primeros años y formación
Francisco José nació en Chinandega el 18 de octubre de 1963. 
Después de los estudio primarios y secundarios, de 1991 a 1993 estudió en la Rockhurst University de Kansas City (Estados Unidos), donde obtuvo el bachillerato en educación. 
También estudió Filosofía y Teología en el Seminario Nacional Interdiocesano Nuestra Señora de Fátima en Departamento de Managua.

### Sacerdocio
Fue ordenado sacerdote el 5 de enero de 2002, incardinado en la Diócesis de León (Nicaragua).
Después de su ordenación sacerdotal ha desempeño los siguientes oficios: 
- vicario parroquial de la Inmaculada Concepción en Villanueva (Chinandega) 2002-2003.
- párroco y rector del Santuario Nacional Nuestro Señor de los Milagros en el sauce (2003 - 2009).
- miembro del consejo Presbiteral de la diócesis de León desde 2005.
- secretario del Consejo Presbiteral (2006 - 2008).
- director espiritual del Seminario Nacional Interdiocesano Nuestra Señora de Fátima (2009-2012).
- párroco de San Blas en Chichigalpa (2013 - 2016).
- responsable de la formación permanente del clero de la diócesis de León desde 2014.
- rector del Colegio Diocesano San Ramón, León (2016 - 2017).
- rector del Seminario Nacional Interdiocesano Nuestra Señora de Fátima, Managua (2018 - 2020)[1]